# Mitsubishi Grandis
Mitsubishi Grandis jest samochodem o nadwoziu typu van, produkowanym w latach 2003–2011 przez Mitsubishi Motors. Jest on następcą modelu Space Wagon.
Samochód jest dostępny w dwóch wersjach silnikowych. Jednostka benzynowa to montowana także m.in. w Mitsubishi Galant czterocylindrowa 4G69 MiVEC o pojemności 2,4 l i mocy 165 KM. Silnik Diesla to jednostka konstrukcji firmy Volkswagen 2,0 l TDI, oznaczona jako DI-D o mocy 136 KM. W roku 2008 silnik dieslowy został zmodernizowany - moc podwyższono do 140 KM oraz zastosowano wymagany przepisami filtr cząstek stałych DPF.
Grandis oferowany jest także w dwóch wersjach wyposażeniowych - Invite i Intense.
Samochód ten zdobył nagrodę "Best MPV" ("najlepszy MPV") na 26. Bangkok International Motor Show w 2005 roku.

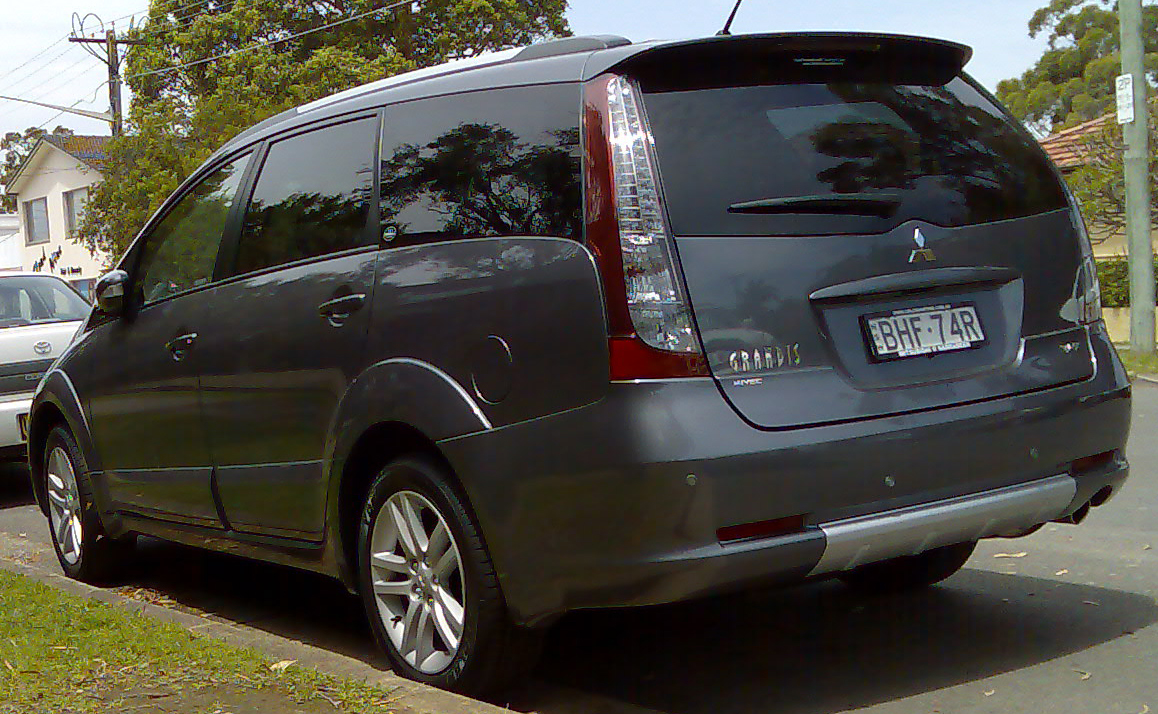
tył Mitsubishi Grandis